# Le Petit Gondolier
Pour plus de détails, voir Fiche technique et Distribution.
Le Petit Gondolier (Loca juventud) est un film espagnol réalisé par Manuel Mur Oti, sorti en 1965. 

## Synopsis
Johnny, un jeune garçon de dix-sept ans, fils du milliardaire magnat du pétrole Carlos Duran, voudrait être libre et part passer un mois de vacances à Madrid, où il fait la connaissance d'une bande de blousons noirs. A la foire de Madrid, il se heurte à Pedro, le chef de la bande de voyous et le met K.O, devenant bien malgré lui le chef de "la Bande des Sauvages". Avec la Bande, il fait la connaissance de Maguy. Mais Johnny se ressaisit et arrête de les fréquenter. Pourtant, les voyous reviennent lorsqu'il fait la connaissance de la jolie Paola, avec qui il va connaître un tendre amour...

## Fiche technique
- Titre original : Loca juventud
- Réalisation : Manuel Mur Oti
- Scénario : Manuel Mur Oti
- Photographie : Mario Montuori.
- Musique : Manuel Parada
- Durée : 93 min
- Affiche : Constantin Belinsky (France)

## Distribution
- Joselito : Johnny
- Ingrid Simon : Paola
- Luis Prendes : le père de Johnny
- Marisa Merlini : la mère de Johnny
- Alberto Alonso
- Io Apolloni
- José María Caffarel
- Carlo Campanini
- Giove Campuzano
- José María Escuer
- Antonio Moreno
- Joaquín Pamplona
- Jesús Puente
- Emilio Rodríguez
- María Esther Vázquez